# Енні Поттс
Енні Поттс (англ. Annie Potts; нар. 28 жовтня 1952, Нашвілл, Теннесі, США) — американська акторка театру, кіно і телебачення, продюсерка.

## Біографія
Енні Поттс народилася 28 жовтня 1952 року в місті Нашвілл, штат Теннесі, США в сім'ї Павелла Грізетта Поттса та Дороті Гарріс Поттс. Дитинство провела в місті Франклін, штат Кентукі, де закінчила середню школу Франклін-Сімпсон.
Має двох сестер — Мері Елеанор Говіус та Елізабет Грізетт Поттс. Здобула ступінь бакалавра з мистецтва винаходів в коледжі Стівенса, штат Міссурі.
Одружена з кінорежисером Джеймсом Гейманом, народила трьох синів: Клея Самюела (н.1981), Джеймса Павела (н.1992), Айзека Гарріса (н.1996).
Поттс — член ради американського коледжу Стівенса, протягом багатьох років займається збором коштів для потреб коледжу, де працює.

## Кар'єра
Енні Поттс з'явилася на великому екрані в 1978 році в фільмі «Літо в пошуках корвета», після чого номінована на «Золотий глобус» в 1979. В 1982 році Поттс виграє кінопремію «Джині» за головну роль у фільмі «Серцеві страждання». Поттс відома ролями у комедійній фантастиці, яку зняв режисер Айван Райтман — «Мисливці на привидів» (1984) та «Мисливці на привидів 2» (1989), де зіграла секретарку Джанін Мелнітц.
Поттс втілила в серіалі ситком «Створення жінки» з 1986 по 1993 рік, Мері Джо Шівеллі. Ще було зіграно ролі Мері Елізабет Сімс у американському шоу «Тепер в будь-який день».
Озвучувала Бо Піп з мультфільму «Історія іграшок» і «Історія іграшок 2» та зіграла в фільмі «Дівчина в рожевому» (1986). Поттс виконала головні ролі в серіалі «Любов і війна» (1993-1995), що принесло їй номінацію на «Еммі» в категорії «Найкраща акторка в комедійному серіалі», і в шоу «Тепер в будь-який день», за яку була номінована на премію Гільдії кіноакторів США за «Найкращу жіночу роль в драматичному серіалі». Серіал «Тепер в будь-який день» мав успіх у рейтингах в 2002 році.
Після чотирьох сезонів Поттс вирішує зосередитись на сім'ї, припинила зніматися в шоу. Поттс запрошують зніматися зіркою в таких серіалах, як «Приватний детектив Магнум», «Нова Жанна д'Арк», «Думати як злочинець», «Дві з половиною людини», «Поганенька», «Юрист з Бостона».
З 2005 по 2009 Поттс з'явилася в чотирьох епізодах телесеріалу «Закон і порядок: Спеціальний корпус», де зіграла Софі Дівер.
Грала в екранізаціях телеверсії «Техасавілля» і в сиквелі «Останній кіносеанс». Поттс працювала над аудіокнигою «Телеграф днів». В 2009 році приєдналась до акторського складу бродвейської п'єси «Бог різанини». В 2012 році Поттс зіграла в серіалі «Благочестиві стерви» на каналі ABC.
З 2017 по 2024 роки грала одну з головних ролей, бабусю Шелдона Конні, у телесеріалі каналу CBS «Юний Шелдон».

## Фільмографія
| Рік       |    | Українська назва                                    | Оригінальна назва                                   | Роль                  |
| --------- | -- | --------------------------------------------------- | --------------------------------------------------- | --------------------- |
| 1978      | ф  | Король циган                                        | King of the Gypsies                                 | Перса                 |
| 1978      | ф  | Літо в пошуках «Корвета»                            | Corvette Summer                                     | Ванесса               |
| 1980      | тф | The Scarlett O'Hara War                             | The Scarlett O'Hara War                             |                       |
| 1981      | ф  | Heartaches                                          | Heartaches                                          |                       |
| 1982      | ф  | Bayou Romance                                       | Bayou Romance                                       |                       |
| 1984      | ф  | Мисливці на привидів                                | Ghostbusters                                        | Джанін Мелнітц        |
| 1984      | ф  | Crimes of Passion                                   | Crimes of Passion                                   |                       |
| 1986      | ф  | Джек-стрибунець                                     | Jumpin' Jack Flash                                  | Ліз Карлсон           |
| 1986      | ф  | Красуня у рожевому                                  | Pretty in Pink                                      | Іона                  |
| 1988      | ф  | Pass the Ammo                                       | Pass the Ammo                                       |                       |
| 1989      | ф  | Хто такий Гаррі Крамб?                              | Who's Harry Crumb?                                  | Гелен Даунінг         |
| 1989      | ф  | Мисливці на привидів 2                              | Ghostbusters II                                     | Джанін Мелнітц        |
| 1989      | ф  | Hanna-Barbera's 50th: A Yabba Dabba Doo Celebration | Hanna-Barbera's 50th: A Yabba Dabba Doo Celebration |                       |
| 1990      | ф  | Texasville                                          | Texasville                                          |                       |
| 1995      | мф | Історія іграшок                                     | Toy Story                                           | Бо Піп (озвучення)    |
| 1999      | мф | Історія іграшок 2                                   | Toy Story 2                                         | Бо Піп (озвучення)    |
| 2004      | ф  | Elvis Has Left the Building                         | Elvis Has Left the Building                         |                       |
| 2008      | тф | Queen Sized                                         | Queen Sized                                         |                       |
| 2017—2024 | с  | Юний Шелдон                                         | Young Sheldon                                       | Конні, бабуся Шелдона |
| 2019      | мф | Історія іграшок 4                                   | Toy Story 4                                         | Бо Піп (озвучення)    |
| 2021      | мф | Арло, хлопчик-алігатор                              | Arlo the Alligator Boy                              | Едмі (озвучення)      |
| 2021      | ф  | Мисливці на привидів: З того світу                  | Ghostbusters: Afterlife                             | Джанін Мелнітц        |
| 2024      | ф  | Мисливці на привидів: Крижана імперія               | Ghostbusters: Frozen Empire                         | Джанін Мелнітц        |